# Julio Meinvielle
O padre Julio Meinvielle (31 de agosto de 1905 – 2 de agosto de 1973), foi um sacerdote argentino e escritor prolífico. Líder do pensamento católico em seu tempo, associou-se à tendência ultradireitista dentro do pensamento católico argentino. Como polemista, exerceu forte influência no desenvolvimento do nacionalismo argentino.

## Biografia
Meinvielle estudou para seu doutorado em Filosofia e Teologia em Roma e logo tornou-se um escritor prolífico de obras religiosas, históricas e econômicas dentro da escola do tomismo. Ele via a história como um processo de declínio dos valores católicos, determinado por três eventos que considerava catastróficos: a obra de Martin Luther, a Revolução Francesa e a Revolução de Outubro.

## Ortodoxia católica
Meinvielle foi um crítico ferrenho do que considerava desvios no ensino católico. Travou uma controvérsia pública com Jacques Maritain no final dos anos 1930. O conflito começou em 1936, quando Maritain visitou a Argentina pela primeira vez e foi inicialmente bem recebido por líderes católicos. Meinvielle atacou Maritain como "defensor dos vermelhos espanhóis", iniciando um embate entre os dois. Seu livro De Lammenais a Maritain era um ataque às ideias de Maritain, acusando-o de defender a secularização da sociedade moderna por meio do liberalismo. Rastreando as origens do pensamento de Maritain em Hugues Felicité Robert de Lamennais, Marc Sangnier e Le Sillon, argumentava que o humanismo desses autores era incompatível com a fé católica.
Baseava seu catolicismo nas obras de Tomás de Aquino e nas encíclicas papais Rerum Novarum e Quadragesimo Anno, contrastando-as com seus dois grandes inimigos políticos: o liberalismo e o comunismo.

## Antissemitismo
Meinvielle também criticava o capitalismo e o marxismo, traçando paralelos entre ambos por considerá-los materialistas. Propunha um sistema econômico baseado no catolicismo, em que o consumo regulasse a produção e a riqueza fosse reinvestida. Como Rodolfo Irazusta, condenava a usura, atribuindo-a aos judeus, citando Werner Sombart como inspiração. Meinvielle também acreditava na Sinarquia, uma suposta sociedade secreta para a dominação judaica mundial.
Afirmava que o judaísmo tinha como objetivo destruir o cristianismo, repetindo o libelo de sangue e alegando que capitalismo e comunismo eram invenções judaicas para dominar o mundo. Embora suas ideias ecoassem os Protocolos dos Sábios de Sião, Meinvielle não endossava explicitamente o documento, já considerado fraude em tribunais. Via a luta entre cristianismo e judaísmo como paralela à de Jesus Cristo e Satanás, defendendo o uso da violência "em nome da verdade", inspirado em Nimio de Anquín.
Apoiava o fascismo, especialmente o falangismo, por sua conexão com a Hispanidad. Porém, criticava o culto à personalidade de Benito Mussolini e Adolf Hitler, defendendo um fascismo argentino religioso e antissecular. Seu livro El Judio (1936) retratava Buenos Aires como uma "Babilônia" dominada por interesses financeiros judaicos.

## Últimos anos e morte
Meinvielle inicialmente apoiou Edelmiro Julián Farrell e Juan Perón, mas rompeu com o peronismo por considerá-lo excessivamente focado em questões socioeconômicas. Em 1952, ingressou na Union Fédérale, partido de direita pós-Perón. Foi suspenso pela Igreja em 1961 após acusar o presidente Arturo Frondizi de ser agente comunista.
Em julho de 1973, foi atropelado por um caminhão em Buenos Aires, morrendo em 2 de agosto. Seu funeral foi celebrado pelo arcebispo Juan Carlos Aramburu, com discurso de Carlos Alberto Sacheri. O caixão foi carregado por Carlos Mugica e Alberto Ezcurra Medrano.

## Influência
Meinvielle influenciou a direita argentina, incluindo o Movimento Nacionalista Tacuara e figuras como José López Rega e Jordán Bruno Genta. Também fundou a União de Escoteiros Católicos Argentinos.